# Tribune Publishing
Tribune Publishing Company (ранее известна как Tronc, Inc.) — американское издательство, расположенное в Чикаго, штат Иллинойс. Портфолио составляют газеты Chicago Tribune, New York Daily News, The Baltimore Sun, Orlando Sentinel, Sun-Sentinel, Hartford Courant, ряд изданий в Пенсильвании и Виргинии, синдикационный бизнес и ряд интернет-сайтов. Также издаёт несколько газет в региональных агломерациях, выделенные в дочерние группы. С одиннадцатью ежедневными газетами и таблоидами является третьим по величине газетным издательством в США, уступая Gannett и The McClatchy Company.
Возникнув в 1847 после начала издания газеты Chicago Tribune, Tribune Publishing являлось подразделением чикагского медийного конгломерата Tribune Company вплоть до августа 2014 года, когда была выделена в отдельную публичную компанию.
20 июня 2016 года компания приняла название tronc, сокращение от «Tribune online content». После выделение компании её основным акционером с долей в 25,5 % был американский предприниматель Майкл Ферро, в 2019 году продавший свой пакет акций хедж-фонду. 18 июня 2018 года Tronc продал California News Group (Los Angeles Times, San Diego Union-Tribune и другие калифорнийские газеты) за 500 млн долл. своему крупному акционеру Патрику Сунсюну. В октябре 2018 года компания вернула прежнее название Tribune Publishing. В декабре 2019 года нью-йоркский хедж-фонд Alden Global Capital купил 32 % акций Tribune Publishing Company.

## История

### Создание
10 июня 1847 году в однокомнатном производстве на пересечении ЛаСаль стрит и Лейк-стрит в Чикаго вышел первый номер газеты Chicago Tribune . В 1869 году на пересечении улиц Дирборн и Мэдисон Стрит Tribune построило для себя четырёхэтажное здание, но в октябре 1871 года оно сгорело в чикагском пожаре. Газета вышла через два дня с редакционной статьёй «Чикаго вновь поднимется» (англ. «Chicago Shall Rise Again»). Главный редактор и совладелец издания Джозеф Медилл был избран мэром города и возглавил его реконструкцию. В 1874 году он стал единоличным владельце Tribune, которой управлял вплоть до собственной смерти в 1899 году.
В 1911 году газету возглавили два внука Медилла и двоюродных брата Роберт Маккормик и Джозеф Медилл Паттерсон. В том же году была открыта первая газетная фабрика в канадском Торолде, позже ставшая известной как QUNO, в которой чикагская газета оставалась инвестором до 1995 года. В 1918 году был сформирован Chicago Tribune-New York News Syndicate, после чего Паттерсон 26 июня 1919 года создал газету New York Daily News. Владение Tribune над нью-йоркским таблоидом считалось «взаимосвязанным» согласно договорённости между кузенами.

### Покупка хэдж-фондом Alden Global Capital
В декабре 2019 г. фонд Alden Global Capital приобрёл 32 % акций Tribune Publishing Company. Большая часть была куплена у Майкла Ферро за 13 долл./акция. В феврале 2021 г. Tribune Publishing объявило о согласии на свою продажу Alden за 635 млн долл. (17,25 долл. за акцию), окончательное одобрение было получено в мае.
В начале апреля 2021 г. Tribune Publishing объявило, что вступило в переговоры с предложившими 680 млн долл. (18,5 долл. за акцию) Стюартом У. Байнумом-младшим и Хансйоргом Виссом. Предложение появилось после провала предложения Байнума о покупке The Baltimore Sun у Alden, после которой он подал конкурирующую заявку. На третьей неделе апреля Висс отказался от переговоров, и Tribune Publishing прекратило переговоры с сего партнёром (ожидалось, что Висс внесет 505 млн долл., 100 млн поступят от Байнума). Ключевым моментом в завершении сделки по продаже компании Alden стало решение владельца газеты Los Angeles Times 24 % акций Патрика Сунсюна воздержаться от голосования акционеров 21 мая.
Alden зарекомендовал себя сокращением расходов приобретаемых газет (продажа недвижимости, сокращение персонала) ради получения прибыли, сама Tribune Publishing в 9 крупнейших газетах с 2019 по 2020 г. сократила 30,4 %
В феврале 2024 года издательство Tribune Publishing объявило об увольнении около 200 сотрудников с типографии Freedom Center в Чикаго. Типография закроется и будет снесена, на её месте будет построено казино. Типографские операции будут перенесены в центр печати Paddock в Шомберге, который был приобретен дочерней компанией Alden в мае 2023 г.

## Активы

### Газеты
- Chicago Tribune (Чикаго, Иллинойс)
  - Daily Southtown (Чикаго)
  - Post-Tribune (Merrillville, Индиана)
  - Naperville Sun (Нэпервил, Иллинойс)
  - Elgin Courier-News (Elgin, Illinois, Иллинойс)
  - Aurora Beacon (Аврора, Иллинойс)
  - Lake County News-Sun (Gurnee, Illinois, Иллинйос)
  - Pioneer Press
- The Capital fka Capital Gazette (Аннаполис, Мэриленд)
  - Maryland Gazette
  - Bowie Blade (Боуи, Мэриленд)
  - Crofton-West County Gazette (Крофтон, Мэриленд)
- Baltimore Sun (Балтимор, Мэриленд)
  - Carroll County Times (Уэстминстер, Мэриленд)
- Sun-Sentinel (Форт-Лодердейл, Флорида)
  - Boca Times (Бока-Ратон-Хайленд-Бич, Флорида)
  - El Sentinel del Sur de la Florida (Форт-Лодердейл, Флорида)
  - Florida Jewish Journal
  - Delray Sun (Делрей-Бич-Галф-Стрим, Флорида)
  - Gateway Gazette (Бойнтон-Бич-Лантана-Хайполюксо-Атлантис-Саут-Палм-Бич-Оушен-Ридж-Маналапан-Брайни-Бризис)
  - Glades Gazette (Мирамар-Пемброк-Пайнс-Вестон-Саутвест Ранчиз)
  - Pier Review (Дирфилд-Бич-Помпано-Бич-Лайтхаус-Пойнт-Хилсборо-Бич, Флорида)
  - Riverside Times (Форт-Лодердейл-Окленд-Парк-Уилтон-Мэйнорс-Лодердейл-бай-те-Си-Си-Ранч-Лейкс)
  - Sawgrass Sun (Плантейшен-Санрайз-Лаудерхилл-Тамарак-Норт-Лодердейл-Лодердейл-Лейкс, Флорида)
  - The Forum (Корал-Спрингс-Коконат Крик-Маргейт-Северный Лодердейл-Парклэнд, Флорида)
  - The Trailblazer (Дейви-Купер-Сити-Саутвест-Ранчес, Флорида)
  - The Villager (Веллингтон-Ройал Палм Бич-Гринакрс-Локсахатчи Грувз-Вестлейк-Акредж)
  - West Boca Times (Фест Бока-Ратон)
- Orlando Sentinel (Орландо, Флорида)
  - El Sentinel (Орландо)
- The Virginian-Pilot (Норфолк, Виргиния)
  - Inside Business (Норфолк)
  - Style Weekly (Ричмонд, Виргиния)
  - AltDaily (Норфолк)
- The Hartford Courant (Хартфорд, Коннектикут)
  - ReminderNews
- The Morning Call (Аллентаун, Пенсильвания)
- Daily Press (Ньюпорт-Ньюс, Виргиния)
  - The Virginia Gazette (Уильямсберг, Виргиния)
  - The Tidewater Review
- New York Daily News (Нью-Йорк, Нью-Йорк)

### Таблоиды
- RedEye (Чикаго, Иллинойс)
- Tribune News Service

### Журналы
- City & Shore Magazine
- Chicago Magazine
- Hartford Magazine
- Naperville Magazine
- Polo Equestrian of the Palm Beaches
- Prime Magazine
- South Florida Parenting
- Williamsburg Magazine

### Сайты
- The Daily Meal
- The Active Times
- Military News
- Metromix
- Pro Soccer USA

### Синдикационное агентство
- Tribune Content Agency

### Бывшие активы
- AM New York (New York, New York; 2003—2008)
- Newsday (Melville, New York; 2000—2008)
  - 8 community weeklies
- Hoy (Los Angeles and San Diego (with an edition in north Baja California), California; 2000−2018)
- Los Angeles Times (Лос-Анджелес, Rfkbajhybz; 2000—2018)
  - Daily Pilot (Newport Beach, California)
  - Burbank Leader (Burbank, California)
  - Glendale News Press (Glendale, California)
  - La Canada Valley Sun (La Canada Flintridge, California)
- San Diego Union-Tribune (Сан-Диего, Калифорния; 2015—2018)
  - 8 community weeklies